# هربرت پاژوبر
هربرت پاژوبر (انگلیسی: Herbert Polzhuber; ژوئن ۱۹۳۸ – ۲۴ ژوئن ۲۰۱۵ (۷۷ سال)) ورزشکار شمشیربازی اهل اتریش بود.
وی در مسابقات کشوری و بین‌المللی در مجموع برندهٔ ۳ مدال طلا، ۱ مدال نقره شده‌است. 
یکی از داستان‌های بیاد مانده از او موردی است که در مسابقات جهانی پنجگانه سال 1965 اتفاق افتاد که او ظاهرا 10 آبجو و 1 شیشه کنیاک را قبل از شروع مسابقه می نوشد و از فرط مستی تیر او به زمین اصابت کرده و غش می‌کند.